# Dundee United Football Club 2020-2021
Questa voce raccoglie le informazioni riguardanti il Dundee United Football Club nelle competizioni ufficiali della stagione 2020-2021.

## Stagione
- In Scottish Premiership il Dundee United si classifica al 9º posto (44 punti), dietro al Motherwell e davanti al Ross County.
- In Scottish Cup viene eliminato in semifinale dall'Hibernian (0-2).
- In Scottish League Cup non supera la fase a gironi, classificandosi secondo nel gruppo A dietro al St. Johnstone.

## Maglie e sponsor
| Casa | Trasferta |

## Rosa
| N. |                        | Ruolo | Calciatore               |
| -- | ---------------------- | ----- | ------------------------ |
| 1  | Svizzera (bandiera)    | P     | Benjamin Siegrist        |
| 2  | Scozia (bandiera)      | D     | Liam Smith               |
| 3  | Argentina (bandiera)   | D     | Adrián Spörle            |
| 4  | Stati Uniti (bandiera) | C     | Dillon Powers            |
| 5  | Irlanda (bandiera)     | D     | Mark Connolly            |
| 6  | Scozia (bandiera)      | D     | Mark Reynolds (capitano) |
| 7  | Scozia (bandiera)      | C     | Paul McMullan            |
| 8  | Scozia (bandiera)      | C     | Peter Pawlett            |
| 9  | Scozia (bandiera)      | A     | Marc McNulty             |
| 10 | Scozia (bandiera)      | A     | Nicky Clark              |
| 11 | Scozia (bandiera)      | A     | Cammy Smith              |
| 12 | Inghilterra (bandiera) | D     | Ryan Edwards             |
| 15 | Scozia (bandiera)      | A     | Logan Chalmers           |
| 16 | Scozia (bandiera)      | C     | Adam King                |

| N. |                        | Ruolo | Calciatore         |
| -- | ---------------------- | ----- | ------------------ |
| 17 | Scozia (bandiera)      | D     | Jamie Robson       |
| 18 | Inghilterra (bandiera) | C     | Calum Butcher      |
| 19 | Turchia (bandiera)     | P     | Deniz Mehmet       |
| 20 | Inghilterra (bandiera) | C     | Luke Bolton        |
| 21 | Scozia (bandiera)      | C     | Declan Glass       |
| 23 | Stati Uniti (bandiera) | C     | Ian Harkes         |
| 24 | Scozia (bandiera)      | A     | Lawrence Shankland |
| 25 | Scozia (bandiera)      | C     | Kai Fotheringham   |
| 27 | Scozia (bandiera)      | A     | Louis Appéré       |
| 30 | Scozia (bandiera)      | D     | Lewis Neilson      |
| 31 | Scozia (bandiera)      | P     | Jack Newman        |
| 36 | Scozia (bandiera)      | A     | Darren Watson      |
| 37 | Scozia (bandiera)      | D     | Adam Hutchinson    |
| 66 | Camerun (bandiera)     | C     | Jeando Fuchs       |